# Skipås naturreservat
Skipås är ett naturreservat i Steninge socken i Halmstads kommun och Eftra socken i Falkenbergs kommun i Halland.

## Naturreservat

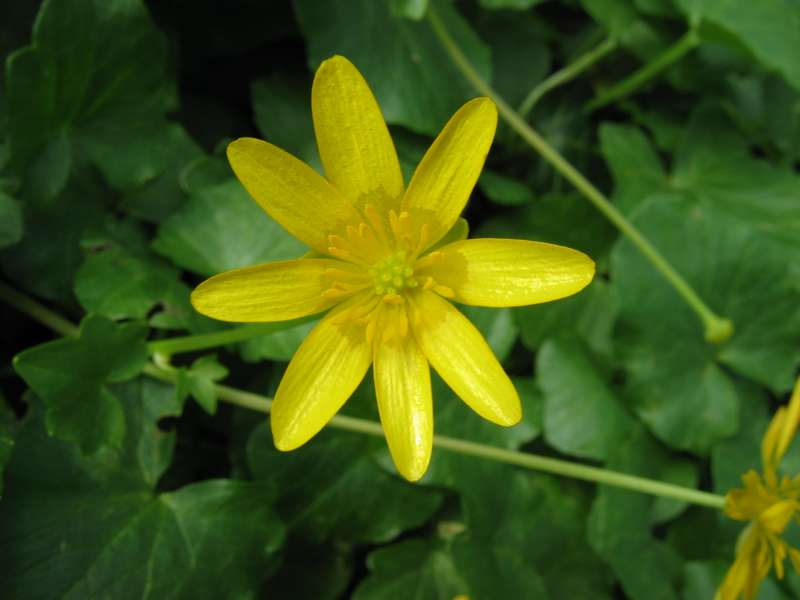
Svalört

Naturreservatet bildades 1974, utvidgades 1981 och omfattar 79 hektar. Det ligger norr om Steninge och kallas ibland för "Guds gröna ängar". Skipås ligger på ett berg som höjer sig över kustslätten. Här finns betesmarker och hög bokskog. I området är vårblomningen rik med bland annat blåsippa, vårlök, svalört och liten nunneört.
I Skipås finns talrika spår av stenbrytning i form av grunda vattenfyllda stenbrott. Under 1800-talet bröts lera till tegel i reservatets nordvästra hörn. Detta för Stensjö tegelbruks räkning. Det gav upphov till en mängd dammar med olika karaktär. Med tiden har lövträd växt upp kring dessa och blivit en tilltalande miljö med ett rikt småfågelliv.

## Bebyggelse
Sydväst om naturreservatet finns Skipås villaområde. Detta är uppbyggt i den västliga sluttningen ner mot kustvägen och havet där naturreservatet Steningekusten är beläget.